# Блюменфельд, Генрих Матвеевич
Генрих (Гарри, Андрей) Матвеевич Блюменфельд (1893, Нью-Йорк — 1920, Пенза) — русский художник, участник объединения «Бубновый валет» в Москве и деятель «пензенского авангарда» 1918—1920 годов.

## Семья
Родился в Нью-Йорке в семье еврейских эмигрантов из Российской империи — купца 2-й гильдии (1897) Максимилиана Марковича Блюменфельда и Павлины Цикштейн; отец был занят в торговле сукном. Семья была многодетной. Старший брат — Александр Матвеевич (Максимилианович) Блюменфельд (1889—1942), участник революционного движения в России, работал бухгалтером на киностудии Мосфильм, умер в лагере (его сын — Лев Александрович Блюменфельд, создатель и первый заведующий кафедрой биофизики физического факультета МГУ). Другой брат — писатель и драматург Вениамин Матвеевич (Максимилианович) Блюменфельд (1884—1939), известный под псевдонимом Вениамин Корчемный, жил в эмиграции и застрелился в Париже. Сёстры — Вера Матвеевна(Максимилиановна)  Блюменфельд (в замуж. Николаева) (1886—1961), писанистка, жила в Можайске; Анна Матвеевна (Максимилиановна) Блюменфельд (была замужем за Г. Асемиссен), жила в Берлине. Также были братья Наум Матвеевич (Наум Блюменфельд -Счастливцев). Актер кино, расстрелян в 1937 в Ленинграде, и Иосиф Матвеевич (Максимилианович) - 2 декабря 1882, Москва – 7 августа 1961, Париж. Журналист, юрист. Окончил юридический факультет Московского университета. В эмиграции во Франции. Продолжил юридическое образование в Дижоне (деп. Кот д'Ор). Работал редактором в «Petit Journal». Сотрудничал с «L'Information», с агентством Фурнье и с «Le Figaro». Почетный эксперт-присяжный апелляционного суда Парижа. Пожизненный член комитета Ассоциации дипломатической прессы Франции, член национального профсоюза журналистов. Переводил французских авторов на русский язык. Награжден орденом Почетного легиона, крестом добровольца Сопротивления и др. 
От племянницы Гарри Блюменфельда, В.А.Сибирцевой, имеются сведения об еще одном брате Гарри - Льве Матвеевиче (Максимилиановиче) Блюменфельде. Предположительно эмигрировал в Америку еще до революции. Точных данных, кроме этих воспоминаний нет.
В 1915 году принял православие с именем Андрей и женился на художнице Антонине Фёдоровне Софроновой, их дочь — художница Ирина Андреевна Евстафьева.

## Биография
В Москве учился в гимназии Поливанова, где академический рисунок и живопись ему преподавал, среди других, петербургский художник и архитектор Андрей Яковлевич Белобородов (1886—1965), ученик Л. Бенуа и В. Мате. Не окончив среднюю школу, уехал в Париж, где учился в Свободной академии у Мориса Дени.
В 1911 году в Мюнхене учился живописи в студии Швегерле; там же училась скульптуре по его совету Лиля Брик. В 1910-е годы тесно общался с Александром Блоком, Владимиром Маяковским, братьями Бурлюками, ведущими мастерами «Бубнового валета» Ильёй Машковым, Петром Кончаловским, Аристархом Лентуловым.
Лечился от туберкулёза в клиниках Крыма и Финляндии. Выставлялся в Финляндии (Кеммерни, Халила, Кангасала), где его высоко ценил финский художник Анти Фовен. Дневник Г. М. Блюменфельда с заметками об искусстве читал русский и польский языковед И. А. Бодуэн де Куртене — при выезде из Петрограда в 1917 году дневник отобрали на Финляндском вокзале. 
После революции 1917 года переехал в Петроград. Затем вернулся в Москву, занимался живописью как ученик в студии И. И. Машкова (1881—1941). Со временем Машков поручил ему ведение занятий по теории живописи в своей школе-студии. Блюменфельд подготовил доклады «по разбору живописи»: «Вступление», «Цвет», «Объём», «Тёмное и светлое» и другие. К студийцам Машкова присоединялся приятель Блюменфельда — поэт и художник В. В. Маяковский.
Из-за открывшегося туберкулёзного процесса в лёгких с 1914 года постоянно пребывал в пансионатах и санаториях.
В 1913 году Блюменфельд встретился в студии И. Машкова с будущей супругой, художницей Антониной Фёдоровной Софроновой (1892—1966), на которой женился осенью 1915 года. С началом Первой мировой войны в 1915 году был призван в армию от Московской губернии как «мещанин города Подольска», отправившись в Саратов на службу на третий день после венчания.
В 1917 году родилась дочь Ирина Блюменфельд-Евстафьева (1917—2001), ставшая также художницей и, позднее — пропагандистом творчества своих родителей и художников их круга, включая группу «Тринадцать». Открытие творчества отца для московской публики состоялось её стараниями только в 1987 году.
Уполномоченный Наркомпроса Е. В. Равдель, — художник и скульптор, заведующий Подотдела по делам музеев и охраны памятников искусства и старины при Отделе народного образования, — в 1918 году реорганизует в Пензе Художественное училище имени Н. Д. Селиверстова (основано в 1898) в Пензенские государственные свободные художественные мастерские. В 1918—1920 годах Блюменфельд работает в Мастерских руководителем и преподавателем. Художественные уроки Блюменфельда и его лекции по теории и истории искусств были очень популярны; позднее руководители Художественного училища предполагали их издать, но после кончины  Блюменфельда его рукописи не были найдены.
Генрих Матвеевич Блюменфельд умер от туберкулёза в Пензе в последние числа апреля 1920 года и был похоронен на кладбище Спасо-Преображенского мужского монастыря, которое не сохранилось.

## Творчество
Со времени обучения в Париже, а затем и в студии Машкова Блюменфельд развивал традиции французского постимпрессионизма. Выставлялся в «Мире искусства». Его творческий поиск шёл в русле эстетики художественной группы «Бубновый валет» (1910—1917).
В центре его внимания — решение сугубо художнических, формотворческих задач, прежде всего — в натюрморте. Если в ранних работах («Гортензии», холст, масло, 1911—?) налицо яркость и многоцветие в духе «Бубнового валета», то позднее он всё смелее экспериментирует с монохромными и более условными натюрмортами («Натюрморт с белым соусником», холст, масло, 1918; «Натюрморт с черепом», холст, масло, 1918) и пейзажами («Финский зимний пейзаж», холст, масло, 1917, Пензенская художественная галерея).
Современники отмечали его «острые рисунки» и большое влияние как на ровесников, так и на учителя — Машкова. К сожалению, большая часть его произведений не сохранилась и потому оценить его творчество в целом затруднительно. Несомненно, что он оказал влияние на многих студийцев Машкова, в первую очередь на А. Ф. Софронову, особенно в ранний период её творчества в конце 1910-х годов и предопределил её эволюцию к конструктивизму в 1920-е годы.

### Выставки
«Мир искусства»
1913 — участник Третьей групповой выставки «Бубнового валета» (сначала в Москве — 6, а затем в Петербурге — 9 рисунков);

1917 — Гельсингфорс (Хельсинки), салон Стриндберга (Финляндия).

### Коллекции
- Пензенская областная картинная галерея имени К. А. Савицкого;
- Частные коллекции.